# Luud Schimmelpennink
Laurens Maria Hendrikus (Luud) Schimmelpennink (Amsterdam, 27 mei 1935) is een Nederlands industrieel ontwerper en politicus. Hij is bekend geworden door zijn witte fietsenplan en door de witkar.
In het begin van de jaren zestig was Schimmelpennink een van de bekendste leden van Provo. Aan de vooravond van het huwelijk van Prinses Beatrix en Prins Claus leverde Schimmelpennink de ingrediënten voor de fameuze rookbom van 10 maart 1966. Hij was destijds hoofd van het constructiebureau van  Werkspoor Utrecht.

## Witte fietsen
Schimmelpennink was echter vooral de drijvende kracht achter het propageren van de zogeheten witte fietsen, de collectieve fietsen die gratis moesten kunnen worden gebruikt. Op 10 maart 1967 werd hij namens Provo lid van de Amsterdamse gemeenteraad, als opvolger van Bernhard de Vries. Op 22 februari nam hij voor het eerst deel aan de vergadering van de raad. Nadat Provo op 13 mei 1967 was opgeheven verklaarde Schimmelpennink dat hij zijn raadszetel bezet zou houden, omdat het wittefietsenplan nog altijd niet officieel was ingediend. Dat gebeurde tijdens de gemeenteraadsvergadering op 4 oktober van dat jaar. Het plan bestond uit drie delen: de binnenstad van Amsterdam moest autovrij worden, het openbaar vervoer moest worden uitgebreid, en de gemeente Amsterdam diende tweeduizend witte fietsen aan te schaffen, door iedereen te gebruiken als aanvulling op het openbaar vervoer.
Schimmelpennink zou uiteindelijk 15 maanden gemeenteraadslid blijven, en nam afscheid met de woorden: "Ik heb zo'n beetje alles gezegd wat ik wilde zeggen. Als ik nu langer blijf, zou ik in herhaling treden". Zijn voorstel voor het invoeren van tweeduizend witte fietsen kreeg echter geen bijval. Hij werd als Provo-raadslid opgevolgd door Irène van de Weetering. Na het mislukken van het witte fietsenplan (doordat er fietsen werden gestolen en niemand zich geroepen voelde lekke banden te plakken) en de opheffing van Provo zette Schimmelpennink zich aan het ontwikkelen van de witkar. Dit elektrisch aangedreven driewielig voertuig, dat door abonnees kon worden geleend, maakte op 24 mei 1968 zijn eerste rit.

## Ligfiets
Via zijn stichting Y-tech Innovaties ontwikkelde Schimmelpennink verder onder meer een overdekte ligfiets en een moderne transportfiets. In 2000 werd in Amsterdam een proef gehouden met een geheel nieuw witte fietsen-systeem -Depo - dat eveneens door Schimmelpennink was ontwikkeld. Het project, waarin de Postbank en het Gemeentevervoerbedrijf Amsterdam participeerden, moest na enkele maanden worden afgeblazen omdat de constructie van de automatische stallingen niet hufterproof bleek.
Tegenwoordig is Schimmelpennink nog steeds betrokken bij projecten om de leenfiets te bevorderen. Witte fietsen zijn in diverse Europese steden in gebruik, alsmede in het Nationale Park De Hoge Veluwe.

## Uitvinder
In een later stadium liet de industrieel ontwerper van zich horen met uitvindingen als de zelfreinigende kattenbak, een plastic waterscooter en een cd-jukebox voor in de huiskamer

## Onderscheiding
In april 2017 ontving hij de Frans Banninck Cocqpenning voor zijn bijdrage aan de duurzame ontwikkeling van Amsterdam.

## Lokale politiek
Uit protest tegen het meedoen van de autopartij Mokum Mobiel deed Schimmelpennink bij de gemeenteraadsverkiezingen in 1994 mee met de Lijst Schimmelpennink, maar hij werd niet verkozen. Daarnaast was hij deelraadslid voor de PvdA in het stadsdeel Amsterdam Centrum.
 Op 19 mei 2010 werd hij, na een periode van 42 jaar, weer benoemd tot gemeenteraadslid, ditmaal namens de PvdA. Hij maakte zich daar sterk voor de oorspronkelijke eindbestemming van de Noord-Zuidlijn: Amstelveen, of voor het doortrekken naar Schiphol. Beide plannen strandden in de gemeenteraad.
Op 17 september 2013 werd Schimmelpennink uit de PvdA gezet omdat hij te zeer betrokken was bij de nieuwe partij Ouderen Politiek Actief (OPA), waarvan de oprichtingsvergadering enkele dagen eerder in zijn woning was gehouden. Hij bleef als eenmansfractie in de raad en zou aansluiting zoeken bij een andere partij. Schimmelpennink deed mee aan de gemeenteraadsverkiezingen van maart 2014 als lijsttrekker van de Ouderen Partij Amsterdam (OPA). Omdat OPA geen zetel wist te halen keerde hij niet meer in de gemeenteraad terug.

## Trivia
- Tijdens zijn periode als raadslid namens Provo was Schimmelpennink tevens onbezoldigd ambtenaar van de burgerlijke stand. Op 28 februari 1968 sloot hij de huwelijken van Wiek Röling met Christien Brinkgreve en van Hugo Röling met Eva van Kempen.[11]

- International Standard Name Identifier: 0000 0003 9203 5771
- Library of Congress Control Number: n79082569
- Nederlandse Thesaurus van Auteursnamen: 067907067
- RKD-Nederlands Instituut voor Kunstgeschiedenis: 424418
- Virtual International Authority File: 285988902
- WorldCat: E39PBJx4mKGVrHF4dVx9bFPRKd